# Meagan Duhamel
Meagan Duhamel (Lively, 8 de diciembre de 1985) es una deportista canadiense que compite en patinaje artístico, en la modalidad de parejas.
Participó en dos Juegos Olímpicos de Invierno, obteniendo tres medallas, plata en Sochi 2014, en la prueba de equipo, y dos en Pyeongchang 2018, oro por equipo y bronce en la prueba de parejas (junto con Eric Radford).
Ganó cuatro medallas en el Campeonato Mundial de Patinaje Artístico sobre Hielo entre los años 2013 y 2016.

## Palmarés internacional
| Juegos Olímpicos   | Juegos Olímpicos            | Juegos Olímpicos  | Juegos Olímpicos |
| Año                | Lugar                       | Medalla           | Prueba           |
| ------------------ | --------------------------- | ----------------- | ---------------- |
| 2014               | Sochi (Rusia)               | Medalla de plata  | Equipo           |
| 2018               | Pyeongchang (Corea del Sur) | Medalla de oro    | Equipo           |
| 2018               | Pyeongchang (Corea del Sur) | Medalla de bronce | Parejas          |
| Campeonato Mundial |                             |                   |                  |
| Año                | Lugar                       | Medalla           | Categoría        |
| 2013               | Londres (Reino Unido)       | Medalla de bronce | Parejas          |
| 2014               | Saitama (Japón)             | Medalla de bronce | Parejas          |
| 2015               | Shanghái (China)            | Medalla de oro    | Parejas          |
| 2016               | Boston (Estados Unidos)     | Medalla de oro    | Parejas          |